# A Revolutionary Romance (film, 1913)

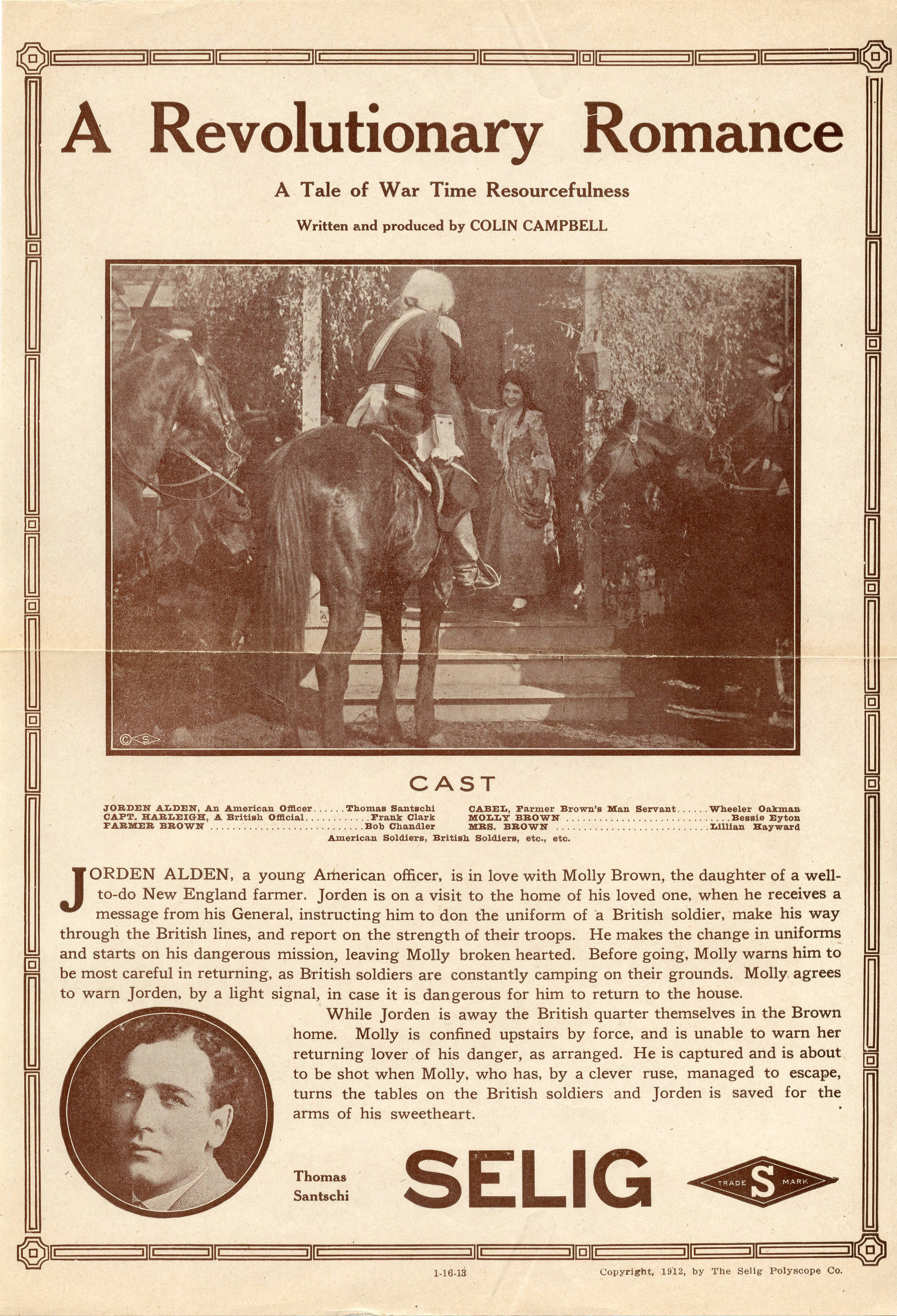
Affiche du film en 1913.

Pour les articles homonymes, voir A Revolutionary Romance.
A Revolutionary Romance est un film muet américain réalisé par Colin Campbell et sorti en 1913.

## Synopsis
Le film met en scène une intrigue mêlant amour et espionnage pendant une période de tensions entre les États-Unis et la Grande-Bretagne, probablement inspirée de la guerre d'Indépendance américaine ou de la guerre de 1812.
Joe Alden est un officier américain plongé dans une mission périlleuse d'espionnage derrière les lignes ennemies pendant que sa bien-aimée Molly Brown, la fille d'un riche fermier de Nouvelle-Angleterre, est enfermée chez elle par des soldats britanniques qui campent sur leur terre. 
Le drame s'intensifie lorsque Molly, impuissante, ne peut avertir Joe du piège qui l'attend à son retour. Capturé par les Britanniques, Joe fait face à une exécution imminente, et Molly doit faire preuve de ruse et d'ingéniosité pour se libérer et sauver l'homme qu'elle aime.

## Fiche technique
- Titre : A Revolutionary Romance
- Réalisation : Colin Campbell
- Scénario : Colin Campbell, d'après son histoire
- Photographie :
- Montage :
- Producteur : William Selig
- Société de production : Selig Polyscope Company
- Société de distribution : General Film Company
- Pays d'origine :  États-Unis
- Langue : film muet avec les intertitres en anglais
- Format : Noir et blanc — 35 mm — 1,33:1 — Muet
- Genre : Western
- Dates de sortie : 
  - États-Unis : 16 janvier 1913

## Distribution
- Tom Santschi : Jordan Alden
- Bessie Eyton : Molly Brown
- Wheeler Oakman
- Frank Clark
- James Robert Chandler
- Lillian Hayward